# 探險世界 (遊戲)
《探險世界》是微型電腦上最早的文字冒險遊戲，設計師爲斯科特·亚当斯，于1978年发布,游戏没有情节。遊戲中玩家透過一兩個單詞的文字指令，控制角色探索奇幻世界，找尋13件失落的寶物。亞當此後創辦了探險國際公司，繼續推出了十三款舞臺各异的類似遊戲。

## 玩法
《探險世界》設定于奇幻世界；遊戲目標是找齊龍蛋、魔毯等13樣失落的寶物。遊戲以純文字描述場景和事件，玩家鍵入英文指令操控角色。指令爲動詞－名詞兩詞詞組，如「CLIMB TREE」（爬樹）和「TAKE AXE」（拾取斧頭）；部分命令可以簡化爲一個單詞，如「GO EAST」（向東）指令可直接輸入「EAST」（東）替代。遊戲可識別約120個詞，解析方式爲取單詞前三個字母；因此玩家有些輸入遊戲無法理解，而一些不完整單詞能獲識別（如輸入「lig lam」即觸發掌燈指令「light lamp」）。

## 開發
《探險世界》是亞當斯的首款程式；《龍》雜誌將之類比爲小型版《巨洞冒險》。遊戲原始碼1980年刊載于《SoftSide》雜誌上。後來布赖恩·豪沃思開發《神秘冒險》時，借鑑了《探險世界》的資料庫格式。
《探險世界》原編寫于TRS-80平臺，是微型電腦上最早文字冒險遊戲。遊戲之後數年間移植到Apple II、雅達利8位元家族、TI-99/4A、PET、VIC-20、Commodore 64、IBM PC、ZX Spectrum、BBC Micro、Acorn Electron、Dragon 32/64、Exidy Sorcerer等平臺。遊戲亦有廉價版《探險0：特別集錦》（Adventure 0: Special Sampler）發行；此版本内容同樣縮水，僅包含三個財寶。
《探險世界》圖形版1982年問世，在文字上方配有場景與物品插圖。

## 評價與影響
《龍》的马克·赫罗稱，「但凡斯科特·亞當斯的《探險》作品，我都極力推薦。求也好、借也罷、偷也可，《探險》要找機會玩！！！！！」。
《探險世界》成功後，亞當斯与妻子創辦了探險國際公司，又推出了十三款舞臺各异的類似遊戲。